# Picoides
Picoides là một chi chim trong họ Picidae.